# Phyllodactylus darwini
Phyllodactylus darwini (листопалий гекон Дарвіна) — вид геконоподібних ящірок родини Phyllodactylidae. Ендемік Галапагоських островів. Вид названий на честь англійського натураліста Чарлза Дарвіна, автора Походження видів.

## Поширення і екологія
Вид є ендеміком острова Сан-Кристобаль в архіпелазі Галапагоських островів. Він живе в сухих чагарникових заростях, ховається під камінням та під корою. Трапляється в людських поселеннях.

## Збереження
МСОП класифікує стан збереження цього виду як близький до загрозливого. Phyllodactylus darwini загрожує хижацтво з боку інтродукованих кішок, щурів і собак, а також конкуренція з інтродукованими геконами Lepidodactylus lugubris.